# 透明天狗
『透明天狗』（とうめいてんぐ）は、1960年に公開された日本映画。製作・配給：大映。監督：弘津三男。

## あらすじ
青江武太夫は五人の大奥側用人の手による濡れ衣で切腹を申し付けられる。それから一年、長屋暮らしの浪人、松平新八郎の隣人、目明しの清吉が何者かの手によって殺される。残されたのは「透明天狗」と書かれた一枚の紙切れ。新八郎の叔父の大目付・松平備中守は、武太夫の息子、数馬に目を付けた。彼は行方不明になっていた。その後、武太夫の事件に関与した根来重四郎が殺された。新八郎は透明天狗を捕らえることはできなかった。事件の真相を知り、数馬に同情した新八郎は彼を救おうとする。

## スタッフ
以下のスタッフ名は特に記載がない限りKINENOTEに従った。
- 監督 - 弘津三男
- 製作 - 三浦信夫
- 企画 - 浅井昭三郎
- 脚本 - 吉田哲郎
- 撮影 - 牧浦地志
- 美術 - 上里義三
- 音楽 - 渡辺岳夫[3]
- 録音 - 奥村雅弘
- 照明 - 斎藤良彰

## キャスト
以下の出演者名と役名はKINENOTEに従った。
- 島田竜三 - 佐々木昌之助／透明天狗
- 中村豊 - 松平新八郎
- 近藤美恵子 - お仙
- 真城千都世 - 八重
- 荒木忍 - 松平備中守
- 南部彰三 - 清吉
- 尾上栄五郎 - 阿部山城守
- 志摩靖彦 - 青江武太夫
- 寺島貢 - 根来重四郎
- 市川謹也 - 権堂兵之進
- 原聖四郎 - 阿井近江守
- 綾英美子 - 萩江
- 橘公子 - 志津
- 夢路いとし - 金六
- 喜味こいし - 銀八
- 石原須磨男 - 喜平
- 堀北幸夫 - 相田隼人
- 沖時男 - 桜井主水
- 岩田正 - 柴田遠江守
- 浜田雄史 - 袴田一臣
- 旗孝思 - 門番（一）
- 藤井寛志 - 門番（二）

## 同時上映
- 銭形平次捕物控 美人蜘蛛

## 映像ソフト
製作・配給元の大映から、本作を収録したビデオソフトが『大映ビデオミュージアム』シリーズの1作として発売された。
2016年9月13日にはデアゴスティーニ・ジャパンから、本作を収録したDVDマガジン『大映特撮DVDコレクション』第54号（2016年10月号）が発売された。